# Сан-Кризогоно (титулярная церковь)
Титулярная церковь Сан-Кризогоно (лат. Titulus Sancti Chrysogoni) — титулярная церковь, которая впервые задокументирована в конце V века, когда пресвитеры Пётр и Редент имевшие титул Кризогоно приняли участие в римском соборе, созванном Папой Симмахом в 499 году. Святой Хрисогон Аквилейский был мучеником, чей культ имел большое количество последователей. По этой причине его имя было включено в канон мессы в VI веке.
Согласно каталогу Пьетро Маллио, составленному во время понтификата Александра III, титулярная церковь была связана с базиликой Святого Петра в Ватикане, и её священники по очереди служили в ней Мессу. Церковью, которой принадлежит этот титул, управляют отцы-тринитарии. Титул принадлежит церкви Сан-Кризогоно, расположенной в районе Рима Трастевере, на пьяцца Сонино 44.

## Список кардиналов-священников титулярной церкви Сан-Кризогоно
- Пётр и Редент — (упоминается в 499);
- Иоанн — (упоминается в 595);
- Стефан — (745 — 752);
- Захария — (853 — после 867);
- Иоанн — (872 — ?);
- Пётр — (875 — ?);
- Феофилакт — (964 — до 1026);
- Иоанн — (1025 — до 1033)[2];
- Пётр — (1033 — до 1044)
- Пётр — (1044 — около 1054);
- Фридрих Лотарингский, O.S.B. — (14 июня — 2 августа 1057, избран Папой Стефаном IX);
- Пётр — (1072 — 1088);
- Григорий — (1088 — ок. 1092)
- Святой Бернардо дельи Уберти, O.S.B.Vall. — (до апреля 1100 — после октября 1106, назначен епископом Пармским)[3];
- Григорий — (до апреля 1111 — 30 ноября 1113, до смерти)[4];
- Джованни да Крема — (до 1116 — после марта 1132, до смерти)[5];
- Бернардо — (1136 — около 1138);
- Гвидо Белладжи — (до сентября 1138 — март/май 1158, до смерти)[6];
- Бонадиес де Бонадие — (до 7 мая 1158[6] — после августа 1161, до смерти)[7];
- Пьетро — (1173 — 1180);
- Стефан Лэнгтон — (1205 — 9 июля 1228, до смерти);
- Роберт Сомеркотс — (1239 — 26 сентября 1241, до смерти)[8];
  - вакантно (1241 — 1405);
- Коррадо Караччоли — (12 июня 1405 — 15 февраля 1411, до смерти);
  - Пьер д’Альи — (6 июня 1411 — 9 августа 1420, до смерти — псевдокардинал антипапы Иоанна XXIII);
  - вакантно (1417 — 1440);
- Антониу Мартинш ди Шавис — (8 января 1440 — 6 июля 1447, до смерти);
  - Винценты Кот-з-Дембна — (6 апреля 1444 — 2 октября 1447, в отставке — псевдокардинал антипапы Феликса V);
- Антонио Серда-и-Льоскос, O.SS.T. — (17 февраля 1448 — 12 сентября 1459, до смерти);
- Джакомо Амманнати Пикколомини (или Якопо) — (8 января 1462 — 17 августа 1477, назначен кардиналом-епископом Фраскати);
- Джироламо Бассо делла Ровере — (17 сентября 1479 — 31 августа 1492, назначен кардиналом-епископом Палестрины);
- Джованни Баттиста Феррари — (5 октября 1500 — 20 июля 1502, до смерти);
- Адриано ди Кастелло — (12 июня 1503 — 5 июля 1518, освобождён);
- Альбрехт Бранденбургский — (5 июля 1518 — 5 января 1521, назначен кардиналом-священником Сан-Пьетро-ин-Винколи);
- Эрар де Ламарк — (5 января 1521 — 27 февраля 1538, до смерти);
- Джироламо Алеандер — (20 марта 1538 — 1 февраля 1542, до смерти);
- Пьетро Бембо, O.S.Io.Hieros. — (15 февраля 1542 — 17 октября 1544, назначен кардиналом-священником Сан-Клементе);
- Уберто Гамбара — (17 октября 1544 — 14 февраля 1549, до смерти);
- Жан дю Белле — (25 февраля 1549 — 28 февраля 1550, назначен кардиналом-епископом Альбано);
- Антуан Сенген де Мёдон — (28 февраля 1550 — 25 ноября 1559, до смерти);
- Кристофоро Мадруццо — (16 января 1560 — 13 марта 1560, назначен кардиналом-священником Санта-Мария-ин-Трастевере);
- Жан Бертран — (13 марта — 4 декабря 1560, до смерти);
- Шарль I де Бурбон-Вандом — (15 января 1561 — 9 мая 1590, до смерти);
- Доменико Пинелли старший — (14 января 1591 — 22 апреля 1602, назначен кардиналом-священником Санта-Мария-ин-Трастевере);
- Камилло Боргезе — (22 апреля 1602 — 16 мая 1605, избран Папой Павлом V);
- Карло Конти — (1 июня — 17 августа 1605, назначен кардиналом-священником Сан-Клементе);
- Шипионе Каффарелли-Боргезе — (17 августа 1605 — 2 октября 1633, in commendam 20 августа 1629 — 2 октября 1633, до смерти);
- Пьетро Мария Боргезе — титулярная диакония pro illa vice (19 декабря 1633 — 15 июня 1642, до смерти);
- Фаусто Поли — (31 августа 1643 — 7 октября 1653, до смерти);
- Лоренцо Империали — (23 марта 1654 — 21 сентября 1673, до смерти);
- Джамбаттиста Спада — (25 сентября 1673 — 23 января 1675, до смерти);
- Карло Пио ди Савойя младший — (28 января 1675 — 1 декабря 1681, назначен кардиналом-священником Санта-Мария-ин-Трастевере);
- Палуццо Палуцци Альтьери дельи Альбертони — (1 декабря 1681 — 13 ноября 1684, назначен кардиналом-священником Санта-Мария-ин-Трастевере);
- Джулио Спинола — (13 ноября 1684 — 28 февраля 1689, назначен кардиналом-священником Санта-Мария-ин-Трастевере);
- Фабрицио Спада — (24 января 1689 — 30 апреля 1708, назначен кардиналом-священником Санта-Прасседе);
- Филиппо Антонио Гуалтерио — (30 апреля 1708 — 29 января 1725, назначен кардиналом-священником Санта-Чечилия);
- Просперо Марефоски — (29 января — 19 ноября 1725, назначен кардиналом-священником Сан-Каллисто);
- Джулио Альберони — (20 сентября 1728 — 29 августа 1740, назначен кардиналом-священником Сан-Лоренцо-ин-Лучина);
- Сигизмунд фон Коллонич — (29 августа 1740 — 12 апреля 1751, до смерти);
- Джованни Джакомо Милло — (10 декабря 1753 — 16 ноября 1757, до смерти);
- Джамбаттиста Роэро ди Пралормо — (2 августа 1758 — 9 октября 1766, до смерти);
- Филиппо Мария Пирелли — (1 декабря 1766 — 10 января 1771, до смерти);
  - вакантно (1771 — 1775);
- Франческо Мария Бандити, Theat. — (18 декабря 1775 — 26 января 1796, до смерти);
  - вакантно (1796 — 1853);
- Джоаккино Печчи — (22 декабря 1853 — 20 февраля 1878, избран Папой Львом XIII);
- Фридрих Эгон фон Фюрстенберг — (27 февраля 1880 — 20 августа 1892, до смерти);
- Филипп Кременц — (19 января 1893 — 6 мая 1899, до смерти);
- Франческо ди Паола Кассетта — (22 июня 1899 — 27 марта 1905, назначен кардиналом-епископом Сабины);
- Пьетро Маффи — (18 апреля 1907 — 17 марта 1931, до смерти);
- Теодор Иннитцер — (16 марта 1933 — 9 октября 1955, до смерти);
- Мария Барбьери, O.F.M.Cap. — (18 декабря 1958 — 6 июля 1979, до смерти);
  - вакантно (1979 — 1983);
- Бернар Яго — (2 февраля 1983 — 5 октября 1997, до смерти);
- Павел Шань Госи, S.J. — (21 февраля 1998 — 22 августа 2012, до смерти);
- Андрей Ём Су Чжун — (22 февраля 2014 — по настоящее время).